# 昌吉市清代粮仓遗址博物馆
昌吉市清代粮仓遗址博物馆是位于中华人民共和国新疆维吾尔自治区昌吉回族自治州昌吉市的讲述昌吉的农耕历史文化博物馆。博物馆位于昌吉市红旗路宁边广场，新疆维吾尔自治区文物保护单位昌吉市清代粮仓，即昌吉市老粮仓内。
昌吉市清代粮仓遗址博物馆成立于2009年，陈列主要内容是包括昌吉农耕史、收获、入仓、碾坊、磨坊等在内的昌吉地区农耕历史文化。所展出文物为昌吉博物馆馆藏文物，馆藏文物超过2100件（套）。昌吉市清代粮仓由两个单体建筑构成，均为抬梁式木架结构建筑。

## 相关历史
清代昌吉粮仓的具体修建时间历史上缺乏具体的记载。不过通过《清高宗实录》有关新疆屯田之记载，可大致推断其初建时间。关于昌吉粮仓的初建时间有两种说法，其一是根据《清高宗实录》中乾隆二十三年（1758年）五月，谕称“惟于乌鲁木齐一带及噶勒藏多尔济游牧之罗克伦等处，极宜相度地亩，广为屯种，以济军食”，其中罗克伦为今昌吉市大西渠一带。粮仓也修建于此时。其二是根据《清高宗实录》中“乾隆二十四年十一月甲子，管理屯田副都统定长奏：辟展等五处，屯田收获后积贮应建仓堡……乌鲁木齐二十四间，各驻堡一。”其中乌鲁木齐一代修建的二十四处粮仓堡，包括昌吉的粮仓堡。所以乾隆二十五年（1760年）是兵屯第一年，粮仓最早也应该修建于这一年。
乾隆二十五年（1760年）兵屯开始后，罗克伦和五堡垦地八万七千余亩，当年收青、黍等谷物九万四千余石。从此直至咸丰年间，昌吉的屯垦进展一直被史书记载。

## 保护与使用
1987年，清代老粮仓作为宁边古城的一部分被列为昌吉市文物保护单位。被评为昌吉市文物保护单位后，清代粮仓遗存基本已经是危房，面临着倒塌的风险。于是2006年在经过中国共产党昌吉市委员会和新疆维吾尔自治区文物局的相关专家的勘察论证后，开始对文物保护单位的1号粮仓和2号粮仓抢救保护，在不改变原有历史风貌的基础上对建筑进行落架维修。除此之外，还修建了占地300平方米的3号仿古粮仓。2006年7月，清代老粮仓被公布为新疆维吾尔自治区文物保护单位。2009年4月，昌吉市清代粮仓遗址博物馆正式建立。2010年起，老粮仓院内交粮之场景和室内展厅相继落成和布展完成。
2021年9月昌吉市清代粮仓遗址博物馆被列为新疆维吾尔自治区爱国主义教育基地。2023年8月被列为新疆维吾尔自治区科普教育基地。

## 展览内容
昌吉市清代粮仓遗址博物馆的基本陈列主要内容为昌吉的农耕历史文化。展厅面积1500平方米，三栋仓房构成了博物馆主要建筑，每个粮仓有4个单元，十二间仓廒内分别展出序厅、廒神庙、昌吉农耕史、收获、入仓、碾坊、磨坊、油坊、醋坊、昌吉饮食、清代兵屯、清代民居等十二个展厅。展出内容包括打场、收粮的场景复原以及铁匠铺、水井等设施；粮食种植、收割和粮食储存、加工的文物；制醋、面食和豆腐等器具。

## 粮仓建筑
清代老粮仓是由两个单体建筑构成，分别是位于南侧坐南朝北的1号粮仓，位于东侧坐东朝西的2号粮仓，两处粮仓之间为空地。两处建筑均面阔四间，平面为曲尺形，占地面积约3150平方米，建筑面积约650平方米。两处建筑均是抬梁式木架结构建筑，其中1号粮仓由13榀房架构成，长约58米，宽近8米，高超5米；2号粮仓由11榀放假构成，长45米有余，宽超7米，高超5米。两处建筑均为悬山顶，屋顶覆盖陶瓦，每间房均建有天窗。建筑外墙为土坯墙，并涂抹有草泥。天花板则是由竹篾与芦苇杆编织而成。红砖或青砖铺设为地面。建筑斗拱和梁头有花饰。屋檐下有回廊和廊柱，并有散水设施。

## 社教活动
在六一国际儿童节等节日、纪念日，清代粮仓遗址博物馆会举办相关主题展览、活动。如2023年六一国际儿童节，昌吉市清代粮仓遗址博物馆举办的《“人在旅途·爱尚昌吉”——我们的节日“绘童心 画未来”庆“六一”少儿大地书画展》。

## 图库

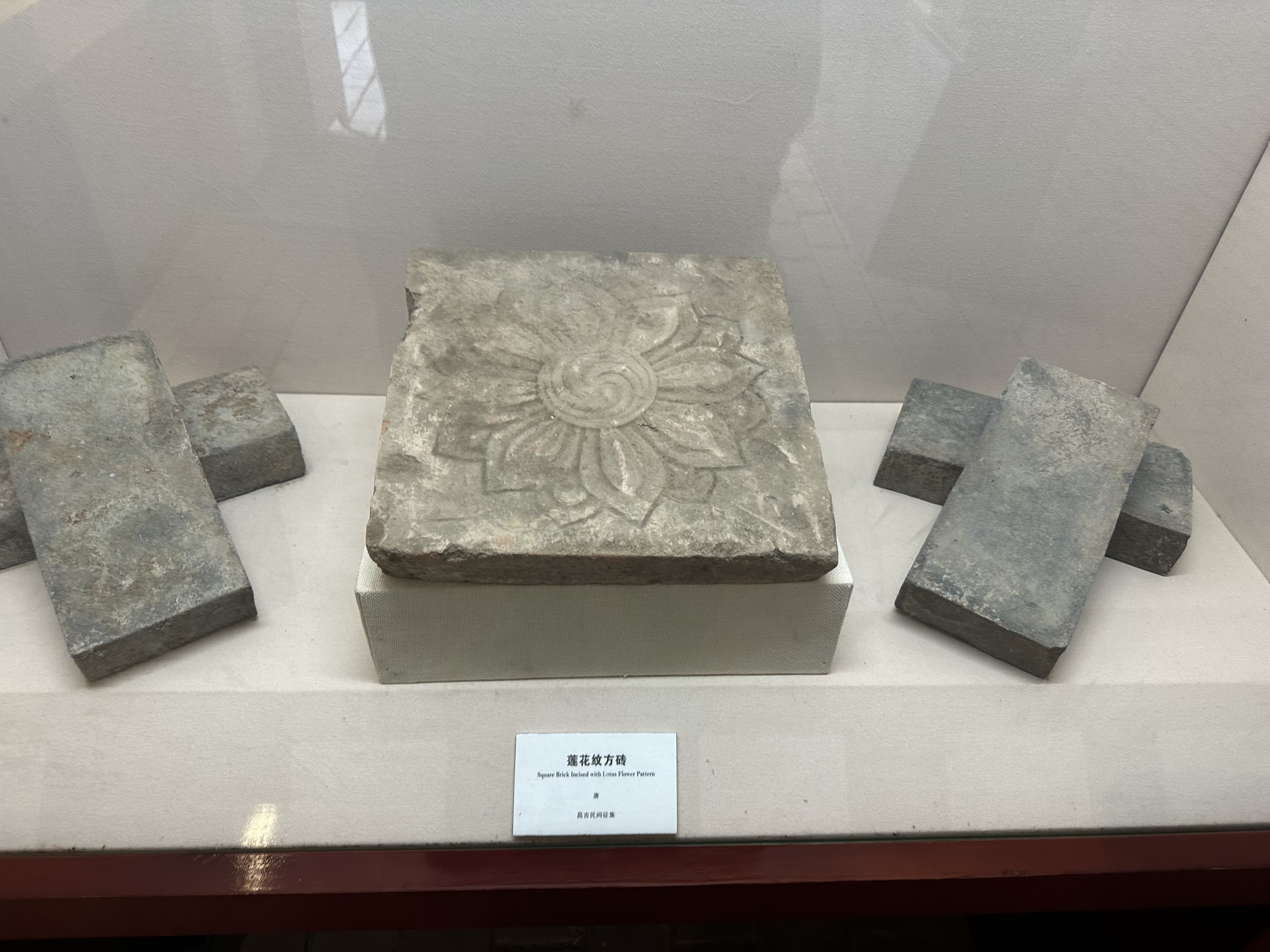
昌吉市清代粮仓遗址博物馆馆藏的莲花纹方砖
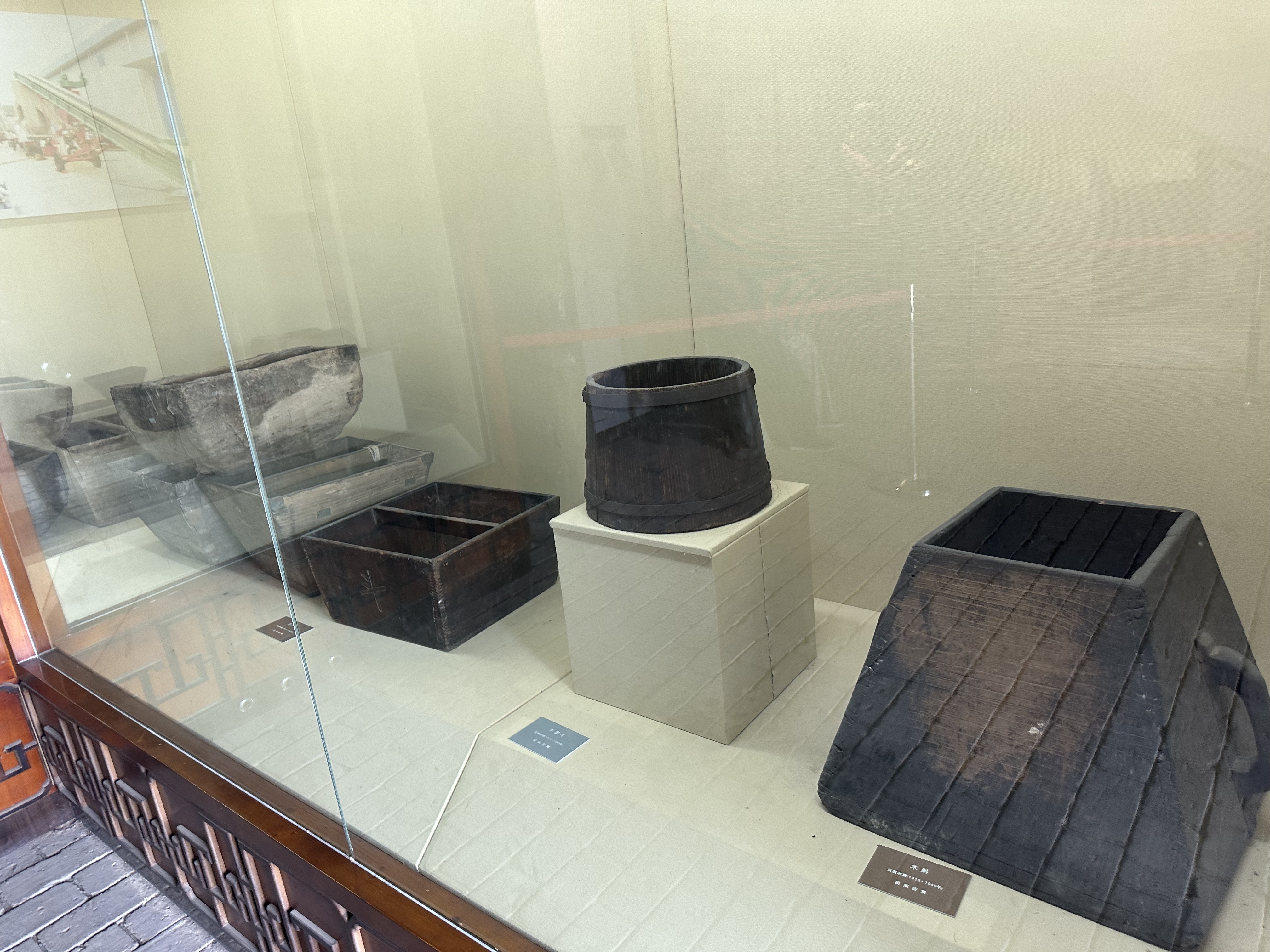
昌吉市清代粮仓遗址博物馆展出的木斗与斛
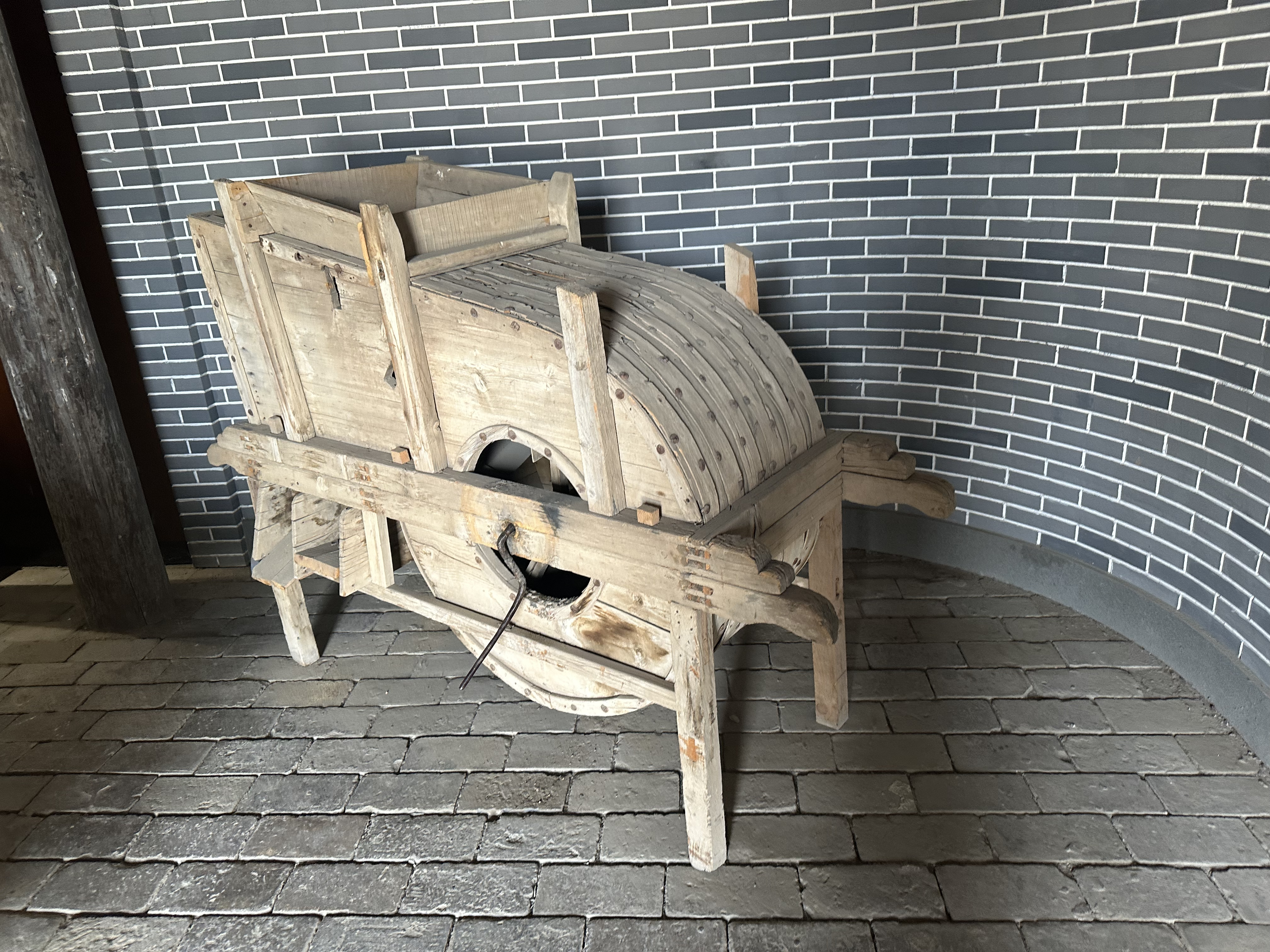
昌吉市清代粮仓遗址博物馆馆藏的用于扇除谷糠和秕谷的风车
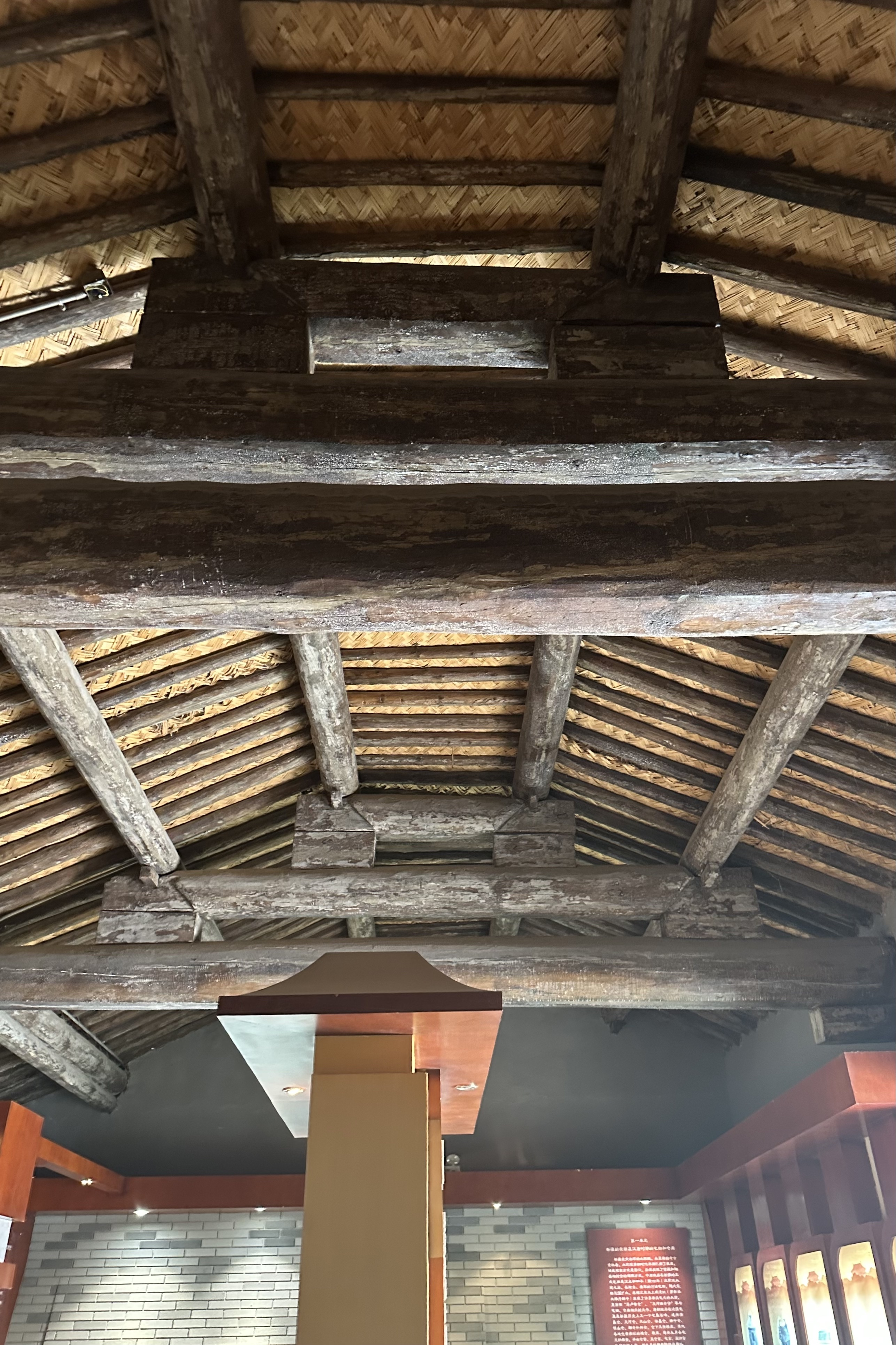
昌吉市清代粮仓遗址博物馆粮仓内屋顶（东向西）
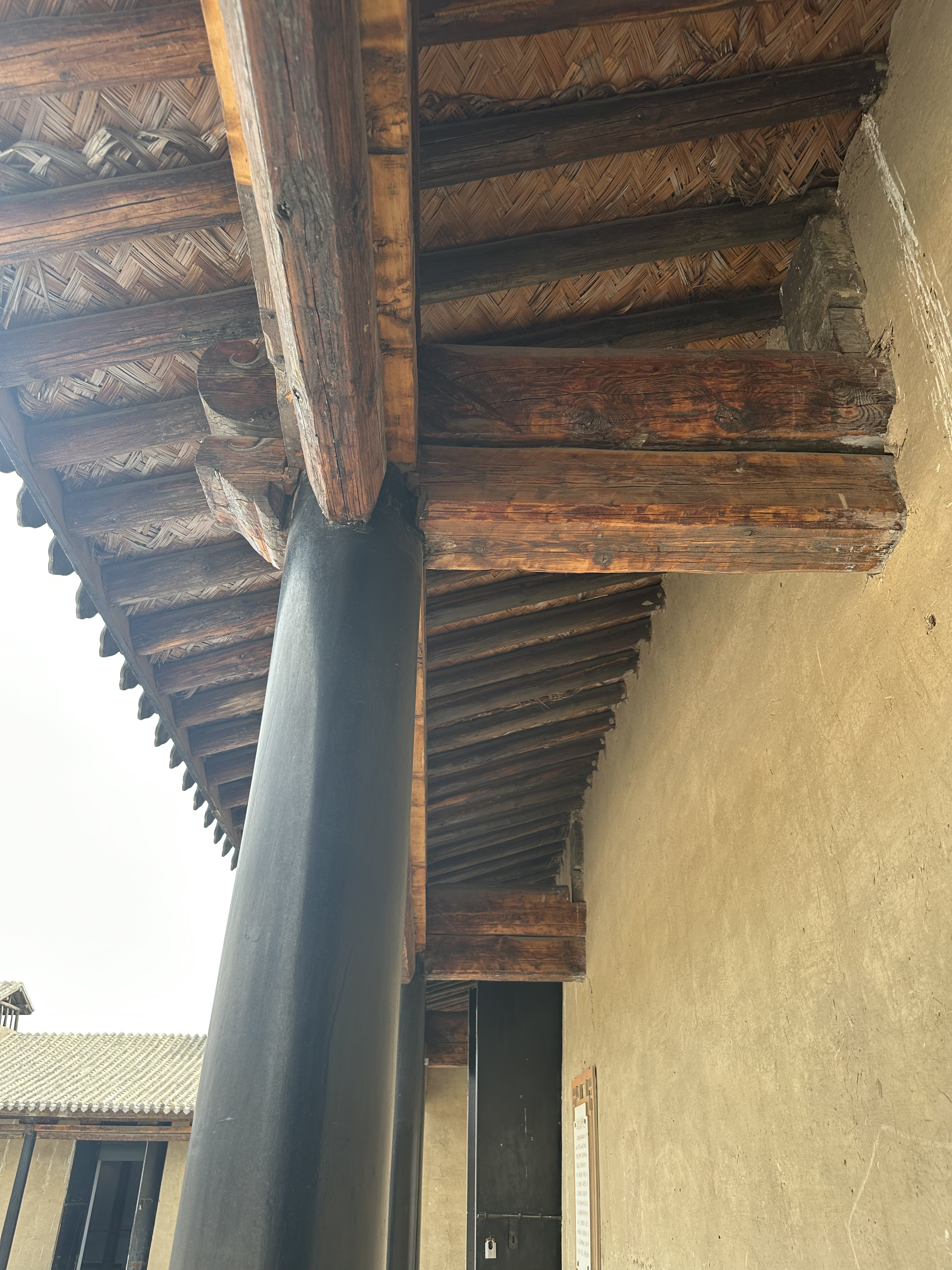
昌吉清代老粮仓廊柱和梁头
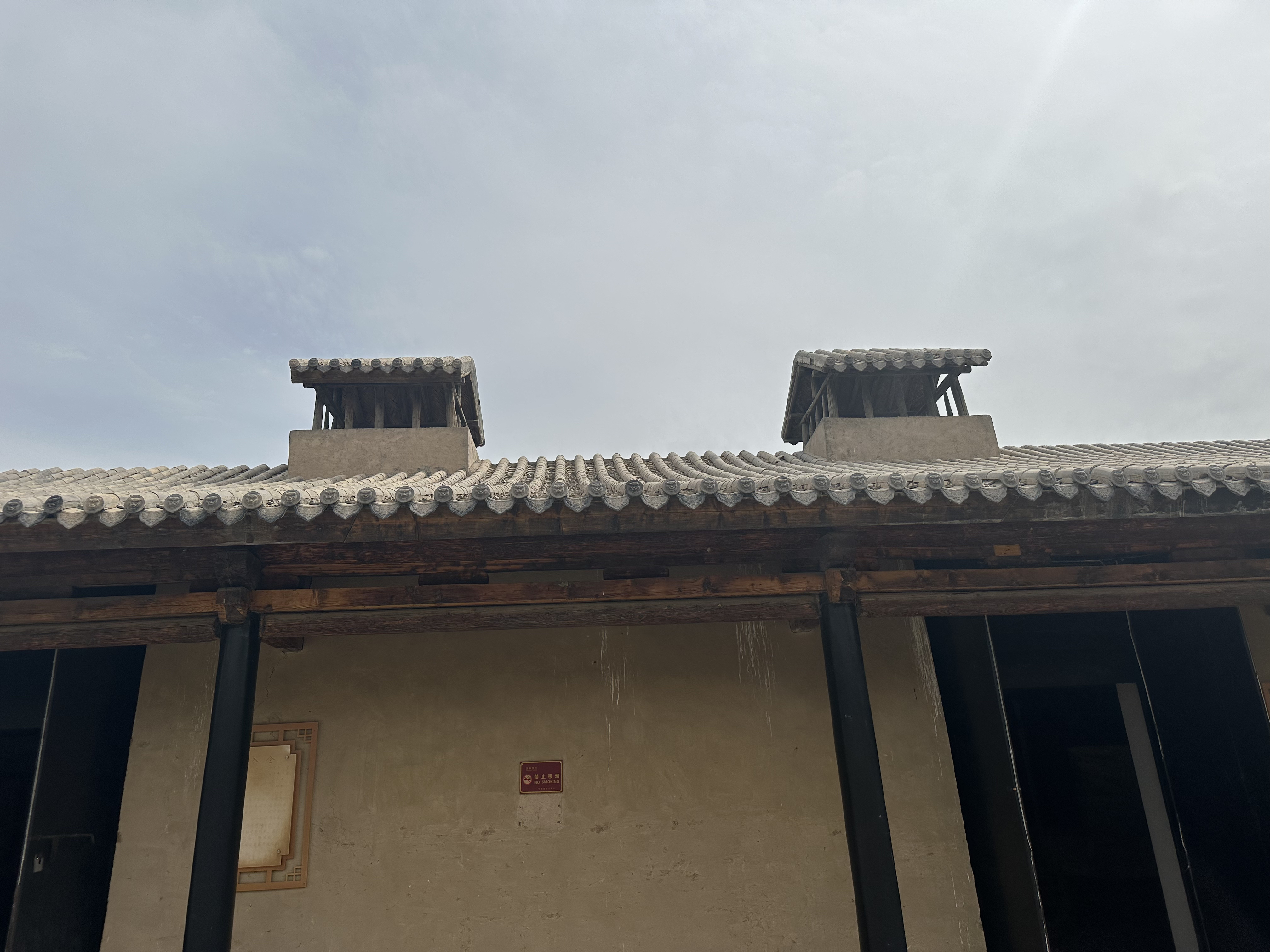
天窗
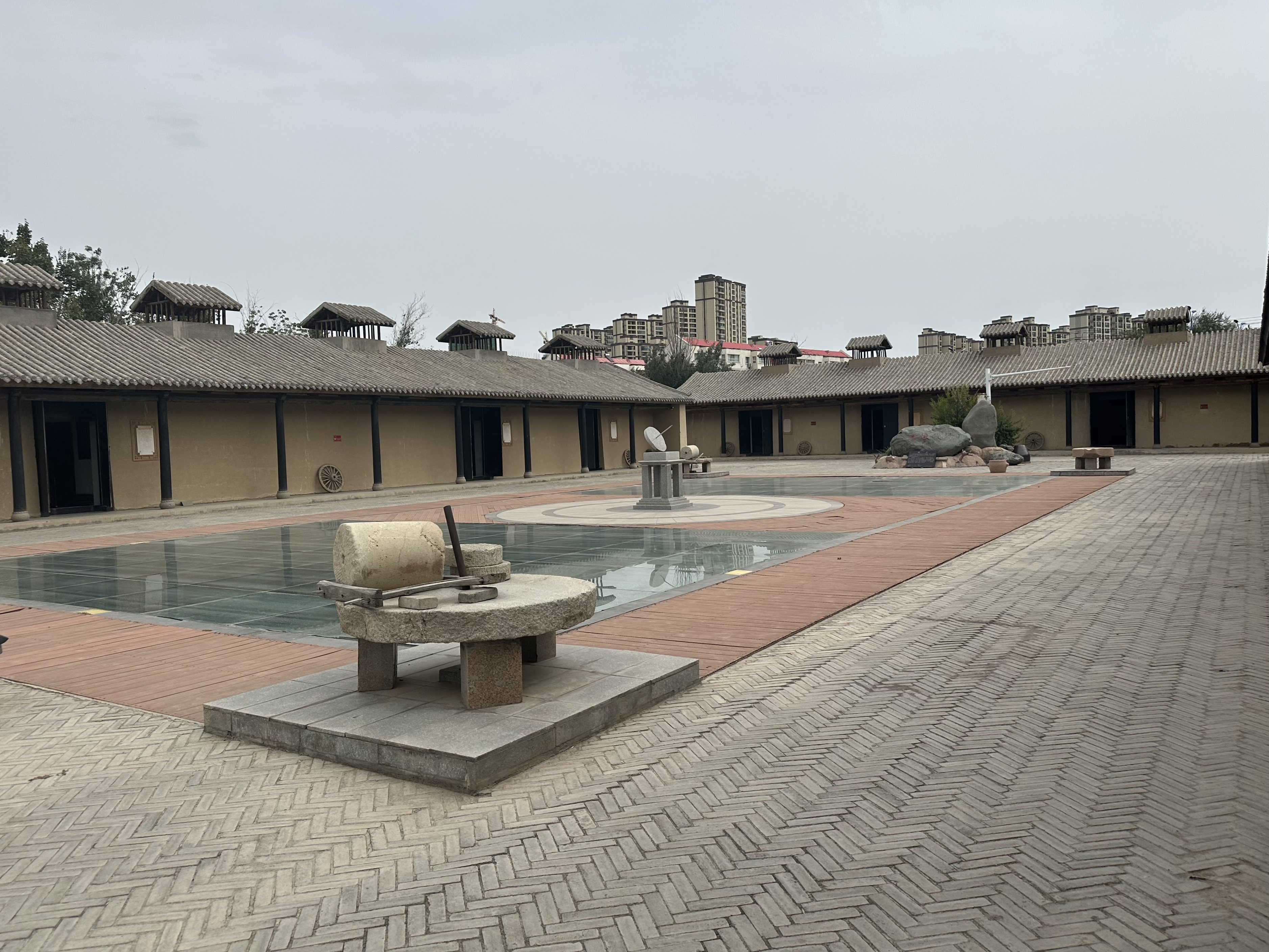
昌吉市清代粮仓遗址博物馆（西南向东北）